# CCC Team/2020
Deze pagina geeft een overzicht van de CCC Team UCI World Tour wielerploeg in 2020.

## Algemeen
Algemeen manager: Piotr Wadecki
Teammanager: Steve Bauer
Ploegleiders: Fabio Baldato, Noël Dejonckheere, Gabriele Missaglia, Marco Pinotti, Valerio Piva, Jackson Stewart
Fietsmerk: Giant

## Renners
| Naam                     | Geboortedatum | Nationaliteit    | Ploeg 2019                  |
| ------------------------ | ------------- | ---------------- | --------------------------- |
| William Barta            | 04-01-1996    | Verenigde Staten |                             |
| Patrick Bevin            | 15-02-1991    | Nieuw-Zeeland    |                             |
| Josef Černý              | 11-05-1993    | Tsjechië         |                             |
| Alessandro De Marchi     | 19-05-1986    | Italië           |                             |
| Simon Geschke            | 13-03-1987    | Duitsland        |                             |
| Kamil Gradek             | 17-09-1990    | Polen            |                             |
| Jan Hirt                 | 21-01-1991    | Tsjechië         | Astana Pro Team             |
| Jonas Koch               | 25-06-1993    | Duitsland        |                             |
| Pavel Kotsjetkov         | 07-03-1986    | Rusland          | Team Katjoesja Alpecin      |
| Víctor de la Parte       | 22-06-1986    | Spanje           |                             |
| Kamil Małecki            | 02-01-1996    | Polen            | CCC Development Team        |
| Fausto Masnada*          | 06-11-1993    | Italië           | Androni Giocattoli-Sidermec |
| Jakub Mareczko           | 30-04-1994    | Italië           |                             |
| Michał Paluta            | 04-10-1995    | Polen            | CCC Development Team        |
| Serge Pauwels            | 21-11-1983    | België           |                             |
| Joey Rosskopf            | 05-09-1989    | Verenigde Staten |                             |
| Szymon Sajnok            | 24-08-1997    | Polen            |                             |
| Michael Schär            | 29-05-1986    | Zwitserland      |                             |
| Matteo Trentin           | 02-08-1989    | Italië           | Mitchelton-Scott            |
| Attila Valter            | 12-06-1998    | Hongarije        | CCC Development Team        |
| Greg Van Avermaet        | 17-05-1985    | België           |                             |
| Gijs Van Hoecke          | 21-11-1991    | België           |                             |
| Nathan Van Hooydonck     | 12-10-1995    | België           |                             |
| Guillaume Van Keirsbulck | 14-02-1991    | België           |                             |
| Francisco Ventoso        | 06-05-1982    | Spanje           |                             |
| Łukasz Wiśniowski        | 07-12-1991    | Polen            |                             |
| Ilnoer Zakarin           | 15-09-1989    | Rusland          | Team Katjoesja Alpecin      |
| Georg Zimmermann         | 11-10-1997    | Duitsland        | Tirol Cycling Team          |

* tot 18 augustus

## Vertrokken
| Naam            | Geboortedatum | Nationaliteit | Ploeg 2020                   |
| --------------- | ------------- | ------------- | ---------------------------- |
| Amaro Antunes   | 27-11-1990    | Portugal      | W52-FC Porto                 |
| Paweł Bernas    | 24-05-1990    | Polen         | Mazowsze-Serce               |
| Laurens ten Dam | 13-11-1980    | Nederland     | gestopt                      |
| Fausto Masnada  | 06-11-1993    | Italië        | Deceuninck–Quick-Step*       |
| Łukasz Owsian   | 24-02-1990    | Polen         | Arkéa-Samsic                 |
| Riccardo Zoidl  | 08-04-1988    | Oostenrijk    | Team Felbermayr-Simplon Wels |

*sinds 19/8/2020

## Overwinningen
| Nationale kampioenschappen wielrennen Polen - tijdrit: Kamil Gradek Tsjechië - tijdrit: Josef Černý Tour Down Under Bergklassement: Joey Rosskopf Ster van Bessèges Bergklassement: Georg Zimmermann Ronde van de Provence Bergklassement: Jonas Koch Ronde van de Alpes-Maritimes en de Var Jongerenklassement: Attila Valter Ronde van Poitou-Charentes 3e etappe deel b: Josef Černý Ploegenklassement *1) Ronde van Hongarije 2e etappe:Jakub Mareczko 3e etappe: Jakub Mareczko 4e etappe: Jakub Mareczko 5e etappe: Attila Valter Eindklassement: Attila Valter | Ronde van Italië 19e etappe: Josef Černý |  |

*1): Ploeg Ronde van Poitou-Charentes: Barta, Černý, Van Hoecke, Van Keirsbulck, Rosskopf, Sajnok, Ventoso
2007 · 2008 · 2009 · 2010 · 2011 · 2012 · 2013 · 2014 · 2015 · 2016 · 2017 · 2018 · 2019 · 2020
AG2R-La Mondiale · Astana Pro Team · Bahrain McLaren · BORA-hansgrohe · CCC Team ·  Cofidis, Solutions Crédits · Deceuninck–Quick-Step · EF Education First · Groupama-FDJ · Israel Start-Up Nation · Lotto Soudal · Mitchelton-Scott · Movistar Team ·  NTT Pro Cycling · Team INEOS · Team Jumbo-Visma · Team Sunweb · Trek-Segafredo · UAE Team Emirates